# Pic Ombière
Le pic Ombière est un sommet situé à cheval sur les communes du Monêtier-les-Bains et de Névache dans le département français des Hautes-Alpes, en région Provence-Alpes-Côte d'Azur. Son sommet culmine à 2 832 mètres d'altitude.

## Toponymie
Le nom pic Ombière est une transformation humoristique de « Picon bière », mélange de bière et de liqueur d'orange amère (le « Picon ») souvent consommé au refuge du Chardonnet situé à proximité. Ce nom est récent et ne se trouve que sur les dernières cartes IGN, où auparavant ne se trouvait que la cote du sommet.[réf. nécessaire]

## Géographie
Au sommet se dresse une croix sommitale.

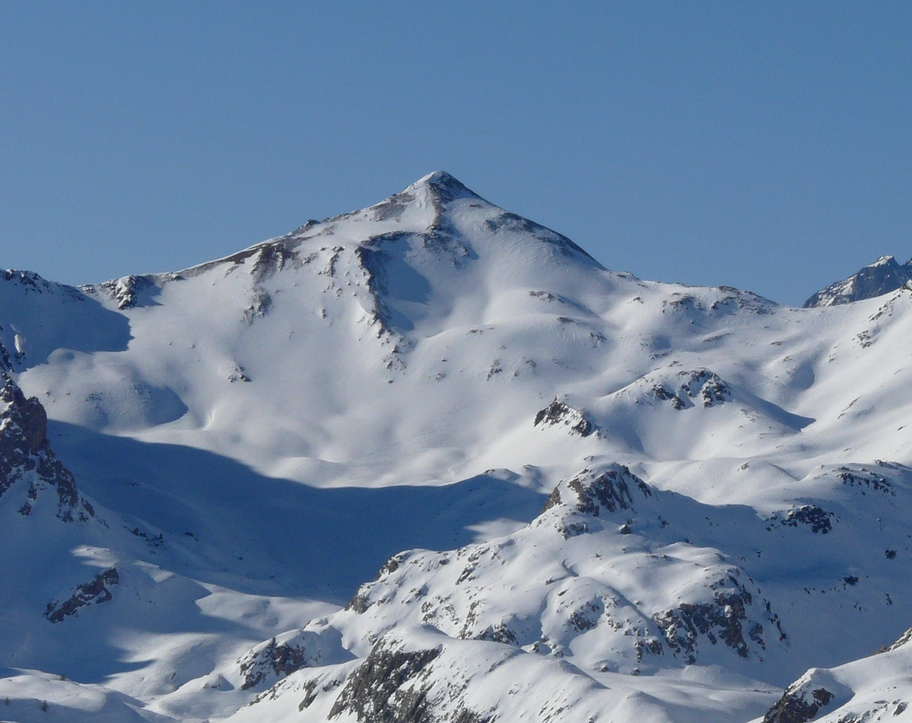
La face Nord.
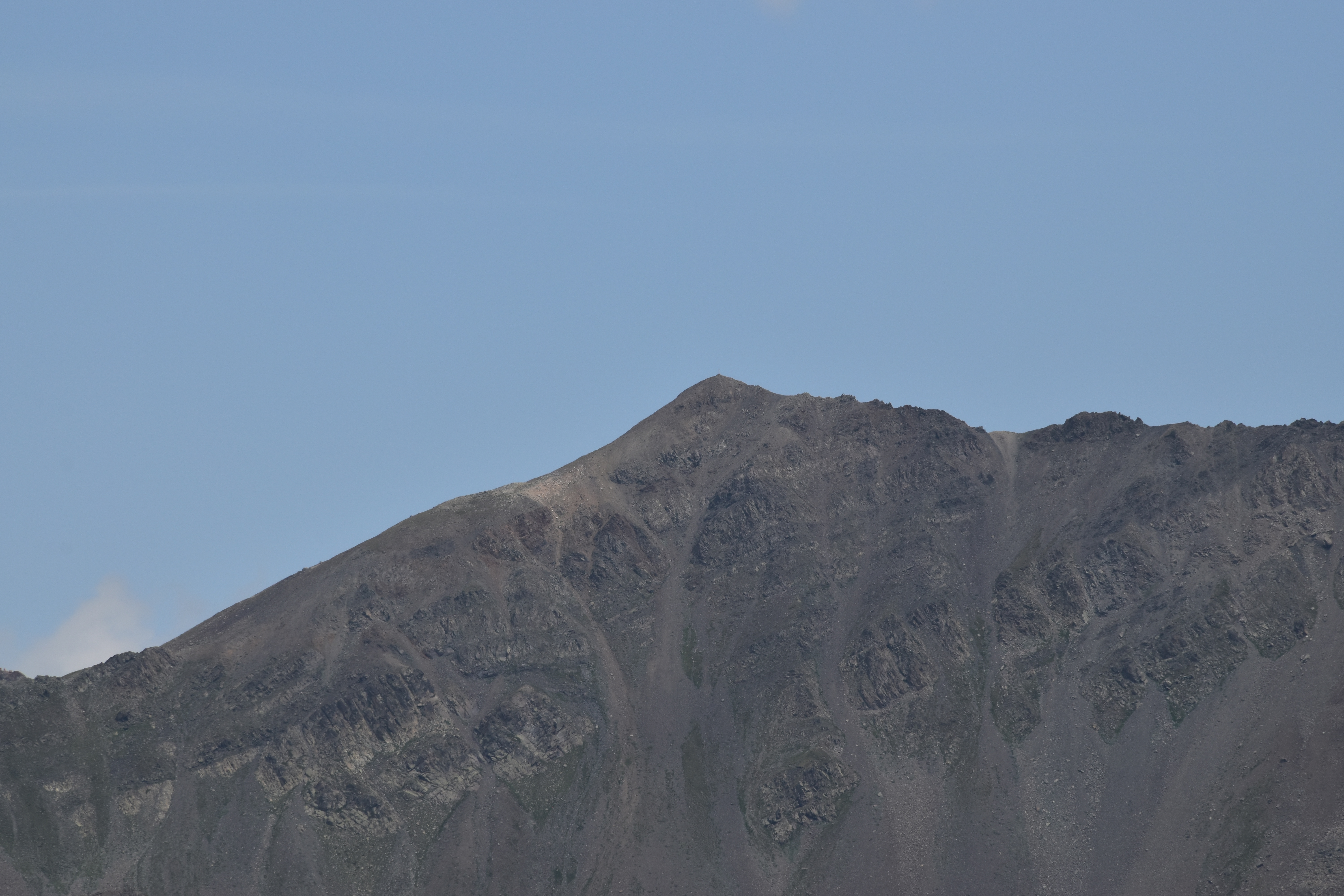
La face Ouest.